# Iiyama (Nagano)
Pour le fabricant d'écrans et de téléviseurs, voir iiyama.
Iiyama (飯山市, Iiyama-shi) est une ville située dans la préfecture de Nagano, au Japon.

## Géographie

### Situation
Iiyama est située dans le nord de la préfecture de Nagano.

### Démographie
En mai 2021, la population d'Iiyama était de 19 204 habitants, répartis sur une superficie de 202,43 km2.

### Hydrographie
La ville est traversée par le fleuve Chikuma.

## Histoire
Le bourg moderne d'Iiyama est créé en 1889. Il obtient le statut de ville en 1954.

## Transports
Iiyama est desservie par la ligne Shinkansen Hokuriku et la ligne Iiyama de la JR East. La gare d'Iiyama est la principale gare de la ville. 